# Angus Scrimm
Angus Scrimm (născut ca Lawrence Rory Guy; n. 19 august 1926, Kansas City, Kansas – d. 9 ianuarie 2016, Los Angeles, California) a fost un actor american și autor. Este cel mai cunoscut pentru rolul Tall Man din filmul de groază din 1979 Phantasm și din continuările sale. 

## Filmografie
- Sweet Kill (1973) Henry
- Scream Bloody Murder (1973) Doctor Epstein
- Jim the World's Greatest (1976) Jim's Father
- Phantasm (1979) The Tall Man
- Witches' Brew (1980) Carl Groton
- The Lost Empire (1983) Dr. Sin Do/Lee Chuck
- Phantasm II (1988) The Tall Man
- Transylvania Twist (1989) The Tall Man
- Subspecies (1990) Regele Vladislas
- Mindwarp (1992) Prezicător
- Munchie Strikes Back (1994) Kronas
- Phantasm III: Lord of the Dead (1994) The Tall Man
- Wishmaster (1997) Narrator
- Phantasm IV: Oblivion (1998) The Tall Man
- The Off Season (2004) Ted
- Masters of Horror: Incident On and Off a Mountain Road (2005) Buddy
- Automatons (2006) The Scientist
- Satanic (2006) Dr. Barbary
- I Sell The Dead (2008) Doctor Quint
- Hollywood Horror (2009)
- Satan Hates You  (2009) Dr. Michael Gabriel
- John Dies at the End (2012) Father Shellnut
- Always Watching: A Marble Hornets Story (2015) cameo nemenționat
- Phantasm: Ravager (2016) The Tall Man